# Rémecskék 2.
A Rémecskék 2. ("Critters II - The Main Course") 1988-ban bemutatott amerikai sci-fi horror-komédia, a Rémecskék filmsorozat második része Mick Garris rendezésében. 
A nyitva hagyott első rész után a történet nagyjából kerek lezárást kap, ám később - egy időben forgatva - mégis alkottak hozzá két folytatást teljesen új szálakkal és mégis összefüggően haladva.

## Cselekmény
A gömbölyű és vérszomjas földönkívüliekkel való összecsapás Brown-ék farmján csak látszólag ért véget. A problémák újra kezdődnek 3 évvel később, amikor a helyi tizenéves nagymenő különös tojásokra bukkan és azokat beviszi a faluközpontba. Brad nagymamájának is megtetszenek a szerzemények és gyermeki mulatság számára benevezi őket a hagyományos húsvéti tojáskereső/ versenyre. Ám az ünnepi istentisztelet alatt - új felmelegített környezetükben - a Rémecskék kikelnek és rávetik magukat az egész falura. Megállításukban már csak a rémvadászok segíthetnek; ráadásul az incidenssel egy időben véletlenszerűen visszatér látogatóba a felelősségtudatos kamasszá érett Brad is és az egész várossal együtt újra felveszi a harcot a rémek ellen. A második rész története sokkal eseménydúsabb és véresebb is, illetve több Rémecskét láthatunk.

## Szereplők
Liane Alexandra Curtis - Megan
Don Keith Opper - Charlie MacFadden
Terrence Mann - Ug
Tom Hodges - Wesley
Lindsey Parker - Cindy